# Кобрин, Михаил Михайлович
Михаил Михайлович Кобрин (1918—1983) — советский учёный в области радиоастрономии, доктор технических наук, профессор.

## Биография
Родился 14 апреля 1918 года в Петрограде, в следующем году с родителями переехал в Нижний Новгород.
Окончил спецфакультет Горьковского индустриального института (1941). С 1940 года работал инженером-исследователем на заводе им. М. В. Фрунзе в лаборатории А. П. Скибарко. Во время войны участвовал в разработке аппаратуры для оборонных нужд, занимался изучением распространения КВ радиоволн в ионосфере и вдоль поверхности Земли.
В 1944—1947 годах аспирант радиофизического факультета Горьковского государственного университета им. Н. И. Лобачевского (научный руководитель Мария Тихоновна Грехова).
В 1947 году защитил диссертацию на соискание учёной степени кандидата физико-математических наук, после чего работал старшим научным сотрудником, а позднее заведующим лабораторией Горьковского исследовательского физико-технического института (ГИФТИ).
В 1950-е годы под его руководством разрабатывались методы, аппаратура и проводились пионерские опыты по радиолокации Луны.
В 1956 году вошёл в Комитет по организации Научно-исследовательского радиофизического института (НИРФИ), первого в СССР исследовательского института такого профиля, и там работал всё последующее время заведующим отделом. В качестве заместителем директора НИРФИ (1959—1962, 1966—1967), участвовал в расширении экспериментальной базы института, создании экспериментальных мастерских, Конструкторского бюро и Бюро измерительных приборов, подборе кадров.
В 1962 году защитил диссертацию на соискание учёной степени доктора технических наук, в 1964 году утверждён в звании профессора.
Начиная с 1961 года сферой его научных интересов стало изучение Солнца и солнечно-земных связей. Является основателем двух новых исследовательских направлений: изучения волновых и колебательных движений в атмосфере Солнца на основе флуктуаций солнечного радиоизлучения и получения параметров солнечных пространственных структур и их динамики на основе спектрографии микроволнового солнечного радиоизлучения с высоким частотным разрешением.
Член бюро Научного совета по Радиоастрономии АН СССР с момента его организации, организовал и до последних дней возглавлял объединённую секцию «Радиоизлучение Солнца» Научных Советов АН СССР по проблемам «Радиоастрономия» и «Физика солнечно-земных связей».
С 1946 года по совместительству преподавал и вёл научную работу в Горьковском университете: ассистент, старший преподаватель, доцент, профессор, декан радиофизического факультета (1962—1964), проректор (1967—1968).
Скоропостижно умер 19 декабря 1983 года во время научной командировки. Похоронен на Бугровском кладбище.
Сочинения:
- Кобрин М. М., Коршунов А. И. Исследования по созданию методов прогнозирования геоэффективных солнечных вспышек. Отчёт «Ганимед-РВО». — Горький: НИРФИ, 1986. 347 с.
- Кобрин M.M. Исследование флуктуации солнечного радиоизлучения (отчёт) // «КАПГ-2.4.4.4». Инв. NB987753. — Горький: НИРФИ, 1981. 90 с.
- Кобрин M.M. Изучение флуктуации солнечного радиоизлучения и возможности получения информации о некоторых физических процессах на Солнце // Phys. Solariterr. 1979. С. 3-21.
- М. М. Кобрин, А. И. Коршунов, В. В. Пахомов «О квазипериодических компонентах во флуктуациях солнечного радиоизлучения». УФН. 109 773—774 (1973)
- Кобрин М. М., Тихомиров Ю. В., Фридман В. М. Некоторые результаты спектрографических исследований радиоизлучения солнечных вспышек в диапазоне 8-12 ГГц. Материалы XII семинара по космофизике «Комплексное изучение Солнца». — Ленинград, 1982. С. 131—139.
- Кобрин M. M. и др. О спектрах радиоизлучения солнечных всплесков в диапазоне 8-12 ГГц по наблюдениям с высоким разрешением. В кн: Солнечная активность (материалы совещания). — Алма-Ата: Наука, Каз. ССР, 1983. С. 62-70.

Его именем названа городская олимпиада по астрономии, астрофизике и физике космоса, которая проводится ежегодно в Институте прикладной физики РАН.